# Juan José de los Ángeles Seguí
Juan José de los Ángeles Seguí (Xeraco, Safor, 21 de febrer de 1973) va ser un ciclista valencià, professional des del 1997 i fins al 2004.

## Palmarès
- 1996
  - 1r a la Volta a Àvila
  - 1r a la Pujada a Urraki
- 2001
  - 1r al Gran Premi de Laudio

### Resultats al Tour de França
- 1997. 55è de la classificació general
- 1998. Abandona
- 1999. 129è de la classificació general

### Resultats al Giro d'Itàlia
- 2000. 50è de la classificació general
- 2001. Abandona
- 2002. 33è de la classificació general

### Resultats a la Volta a Espanya
- 2002. 52è de la classificació general
- 2003. 83è de la classificació general